# Aristida
Die Pflanzengattung Aristida gehört zur Familie der Süßgräser (Poaceae). Sie umfasst etwa 300 Arten.

## Beschreibung

### Vegetative Merkmale
Die Aristida-Arten sind zum überwiegenden Teil ausdauernde (236 Arten), seltener einjährige (54 Arten) krautige Pflanzen. Diese Gräser bilden meist kein (275 Arten), selten ein kurzes (zehn Arten) oder ein langes Rhizom (nur drei Arten). Sie bilden meist aufrechte, unverzweigte Halme. Die Ligula ist bei fast allen Arten auf einen Haarkranz reduziert.

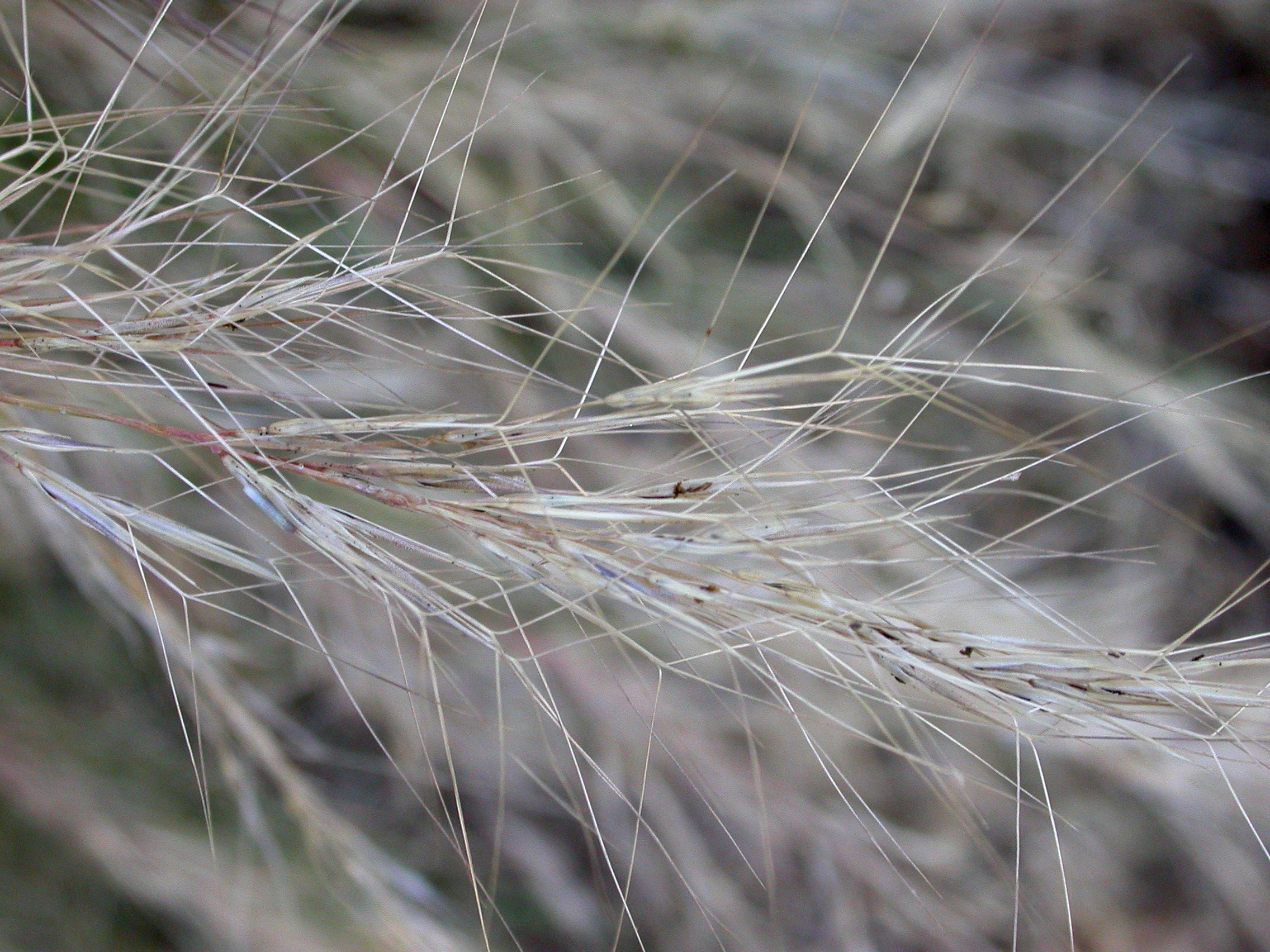
Fruchtstand von Aristida purpurea mit den typischen Grannen

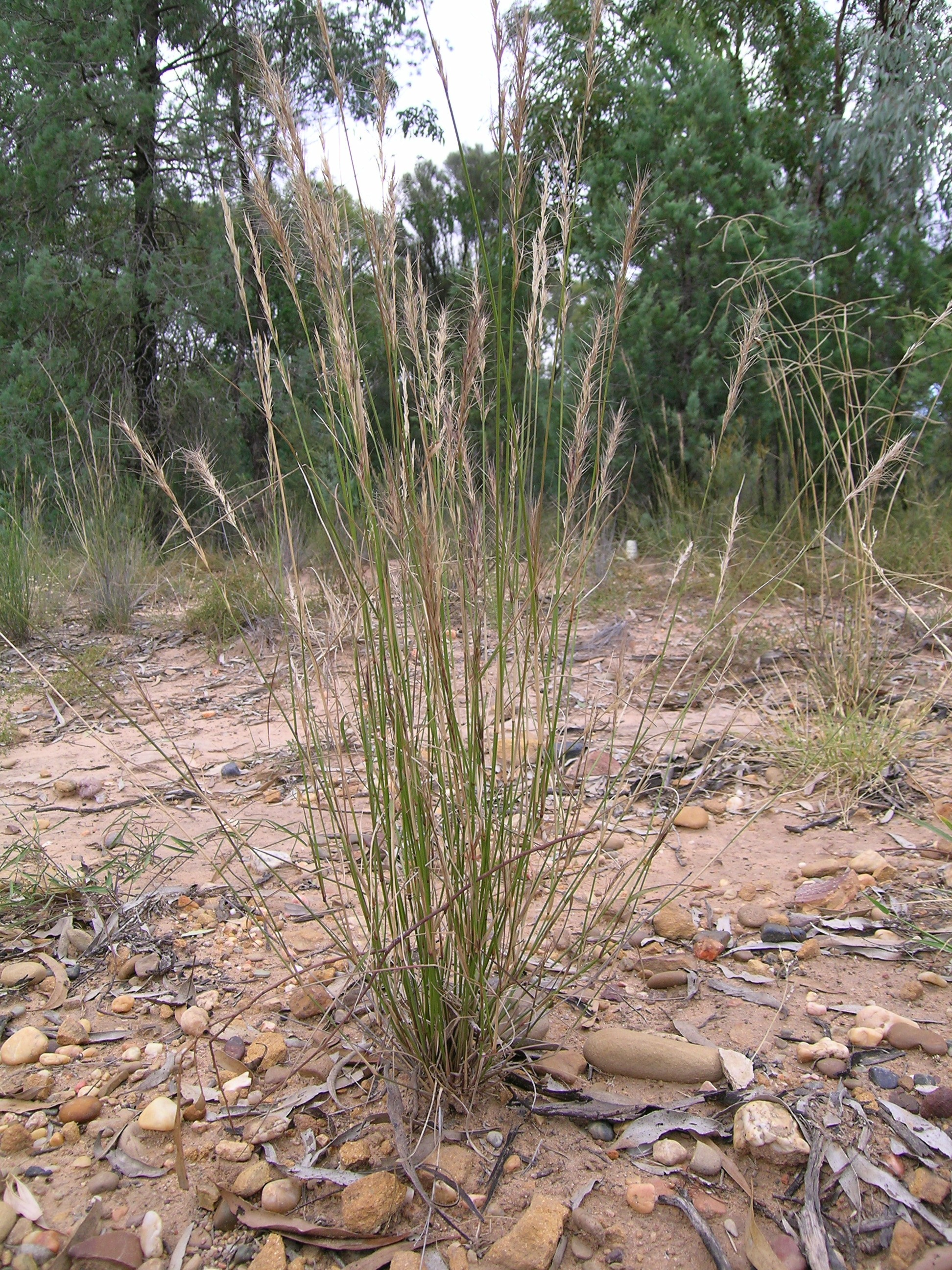
Aristida ramosa

### Generative Merkmale
Die meist endständigen, rispigen Blütenstände bestehen aus meist einzeln stehenden, gestielten Ährchen, die je eine fertile Blüte enthalten. Die Blüten enthalten zwei Lodiculae und drei Staubblätter. Bei vielen Arten gibt es die typische dreigeteilte Granne, von der der englischsprachige Trivialname "Three-awn" herzuleiten ist.

## Verbreitung
Die Gattung Aristida ist in Nord- und Südamerika, Afrika und Australasien weit verbreitet.

## Systematik
Die Gattung Aristida gehört zur Tribus Aristideae in der Unterfamilie der Aristidoideae innerhalb der Familie der Süßgräser (Poaceae).
Es gibt rund 300 Aristida-Arten. Eine vollständige Artenliste findet sich bei Rafaël Govaerts (Hrsg.): World Checklist of Selected Plant Families = WCSP.
Die bekannteste Art ist:
- Aristida adscensionis L.; sie ist in den Tropen und Subtropen kosmopolitisch verbreitet, sie kommt auch in Europa auf Kreta und Sizilien sowie in den südlichen Teilen von Spanien und Italien vor. Carl von Linné hat diese Art im Jahr 1753 in seinem Werk Species Plantarum auf Seite 82 erstmals beschrieben und nach der Insel Ascension im Atlantik benannt. Von dieser Insel kannte er nur vier höhere Pflanzenarten und auch später (bis 1940) wurden insgesamt von Ascension nicht mehr als 26 bzw. 35 solche Arten bekannt.[3] An dieser Stelle hat Linné auch die Gattung Aristida erstbeschrieben.